# Associação Nacional dos Parques Zoológicos
A Associação Nacional dos Parques Zoológicos (ANPZ) é a mais antiga associação profissional de parques zoológicos na França.
Criada em 1969, assume um papel vital como interlocutora entre todas as autoridades administrativas e seus membros sobre temas diversos como a natureza, regulamentação sanitária ou trabalhista.